# Duninów Nowy (gromada)
Duninów Nowy (w latach 1970. Nowy Duninów) – dawna gromada, czyli najmniejsza jednostka podziału terytorialnego Polskiej Rzeczypospolitej Ludowej w latach 1954–1972.
Gromady, z gromadzkimi radami narodowymi (GRN) jako organami władzy najniższego stopnia na wsi, funkcjonowały od reformy reorganizującej administrację wiejską przeprowadzonej jesienią 1954 do momentu ich zniesienia z dniem 1 stycznia 1973, tym samym wypierając organizację gminną w latach 1954–1972.
Gromadę Duninów Nowy z siedzibą GRN w Duninowie Nowym (w obecnym brzmieniu Nowy Duninów) utworzono – jako jedną z 8759 gromad na obszarze Polski – w powiecie gostynińskim w woj. warszawskim, na mocy uchwały nr VI/10/3/54 WRN w Warszawie z dnia 5 października 1954. W skład jednostki weszły obszary dotychczasowych gromad Brzezinna Góra, Duninów Nowy, Duninów Stary, Grodziska, Jeżewo, Kamion, Karolewo, Nowa Wieś, Środoń() i Trzcianno ze zniesionej gminy Duninów w tymże powiecie. Dla gromady ustalono 20 członków gromadzkiej rady narodowej.
31 grudnia 1959 do gromady Duninów Nowy przyłączono obszar zniesionej gromady Lipianki w tymże powiecie (bez wsi Aleksandrynów, Cieślikowo, Lubaty i Skrzyneczki).
1 stycznia 1969 do gromady Duninów Nowy włączono wsie Brwilno, Brwilno Dolne, Dzierżązna, Popłacin, Soczewka i Wola Brwileńska ze zniesionej gromady Soczewka w tymże powiecie.
Od lat 1970. jednostka figuruje pod nazwą gromada Nowy Duninów.
Gromada przetrwała do końca 1972 roku, czyli do kolejnej reformy gminnej. 1 stycznia 1973 w powiecie gostynińskim reaktywowano gminę Nowy Duninów (od 1999 gmina Nowy Duninów znajduje się w powiecie płockim).